# Emil Eichhorn
Robert Emil Eichhorn, född 9 oktober 1863 i Röhrsdorf nära Chemnitz, död i Berlin 26 juli 1925, var en tysk politiker.
Eichhorn var chef för socialdemokratiska partiets pressbyrå 1908-17 och medlem av riksdagen 1903-1911 och 1920-1925. Under första världskriget slöt sig Eichhorn till de oavhängiga och efter 1920 till kommunisterna. Eichhorn blev vid revolutionen i Tyskland polispresident i Berlin men tvingades att avgå efter spartakusoroligheterna 1919. Han valdes in i Riksdagen för KPD 1920 och återvaldes 1924.